# Diario de Ferrol
El Diario de Ferrol és un diari gallec que es publica a la ciutat de Ferrol, editat pel grup Editorial La Capital, que també edita altres diaris com El Ideal Gallego, DxT Campeón, Diario de Bergantiños o Diario de Arousa.
És un diari de caràcte eminentment local, centrat en la comarca de Ferrol. Des de 2004 disposa de versió web.